# Cupido amyntula
Cupido amyntula is een vlinder uit de familie van de Lycaenidae. De wetenschappelijke naam van de soort is voor het eerst gepubliceerd in 1852 door Jean Baptiste Boisduval.
De vlinder komt voor in de Verenigde Staten.